# كيسي إليوت
كيسي إليوت (بالإنجليزية: Casey Elliott)‏ هو سائق سباق أمريكي، ولد في 13 فبراير 1974 في داوسونفيل في الولايات المتحدة، وتوفي في 14 يناير 1996.

## وصلات خارجية
- كيسي إليوت على موقع Racing-Reference.info (الإنجليزية)